# NGC 1031
NGC 1031 je galaksija u zviježđu Sat.

## Vanjske poveznice
- SEDS: NGC 1031